# 伊玛目侯赛因大学
伊玛目侯赛因大学（波斯語：‎）是一所大学在伊朗德黑兰。该大学于1986年开业。该大学工程学院，理学院，社会科学学院，法学院和军事科学。

## 历史
该大学是在1986年首次批准，命名为伊玛目侯赛因高等教育由伊朗科学，研究和技术。这是公认的一所大学组成的工学部，学部的科学，社会科学学院，以及医学科学系于1987年。因此，它包括军事科学学院。 1994年，医学科学系分离出来，并承认Baqiyatallah医科大学。

## 研究
它有一个科学小组和核物理系。核物理计划伊玛目侯赛因大学是那么广泛里夫理工大学，它的最古老和最大的核物理主要在该国。然而，这不仅是一个主要的核研究中心。它也有一个地方的生物学研究。伊玛目侯赛因大学的生物部分，进行微生物的研究。	
在1990年，伊朗政权集中几个中心的核研究方案，在一个单一的单位。他们移交其所有核设施在全国各地的国防部并伊玛目侯赛因大学。

## 学院
- 工学部
  - 机械工程
  - 土木工程
  - 电气工程
  - 计算机科学与工程
  - 工业工程
  - 化学工程
  - 航空航天工程
- 科学系
  - 物理
  - 化学
  - 数学
- 社会科学系
  - 管理
  - 经济学
  - 资讯科技管理